# 视锥细胞

視桿細胞、視錐細胞能看到的各波長

視錐細胞（英語：cone cell）是視網膜上一種色覺感光细胞，因樹突呈錐形而名；在相对明亮的光线下，其功能最佳。
人類每只眼球視網膜大約600-700萬的視錐細胞，大多分布在視網膜黃斑處，周圍逐漸減少。視錐細胞主要負責顏色識別，並且在相對較亮的光照下更能發揮作用。人的眼睛內有幾種辨別顏色的錐形感光細胞，分別對黃綠色、綠色和藍紫色（或稱紫羅蘭色）的光最敏感（波長分別為564、534和420納米）。視錐細胞形成的視覺信號復合後為人呈現了色彩繽紛的世界。
在視網膜氧化損傷情況下，視錐細胞的各種視色素通過吸收輻射光譜中特定波段的光子而被激發，在視覺生理變化過程中，其可激活體內氧化應激系統，產生一系列自由基。體內過量自由基誘發的脂質過氧化反應可造成視錐細胞功能受損、甚至凋亡。

## 結構

### 類型
人類通常具有三種類型的視錐細胞。 第一種對長波長的光響應最大，峰值波長約為560 nm。 有時將這種類型視錐細胞稱為L。 第二種類型對中波長的光響應最大，在530 nm處達到峰值，通常簡稱此介質為M。 第三種類型對短波長的光響應最大，在420 nm處達到峰值，並且簡稱為S。 這三種類型的峰值波長分別取決於個人，範圍分別在564–580 nm，534–545 nm和420–440 nm附近。人類視錐細胞的峰值響應因人而異，即使在具有正常彩色視覺的個體之間也是如此。在一些非人類物種中，這種多態的差異甚至更大，而且它很可能有適應性的優勢。這種差異是由它們各自攜帶的不同視蛋白（OPN1LW、OPN1MW和OPN1SW）引起的。雖然已經發現存在與桿狀細胞和視錐細胞結合的混合型雙極細胞，但是雙極細胞仍主要接收視錐細胞的輸入。
這三種類型不完全對應於如我們所知的特定的顏色。相反，對顏色的感知是由一個開始於這些位於視網膜的細胞差異化的輸出，且將在大腦的視覺皮層和其它相關區域中完成的複雜的過程實現的。 例如，儘管L視錐細胞簡稱為紅色感受器，紫外－可見分光光度法表明它們的峰值敏感度在光譜的綠黃色區域。類似的，S-視錐細胞和M-視錐細胞也不直接對應藍色和綠色，儘管它們經常被這樣描述。重要的是注意RGB色彩模型僅僅是用以表達顏色的一個方便的方式，而不是直接基於人眼中的視錐細胞類型。

### 形狀和排列

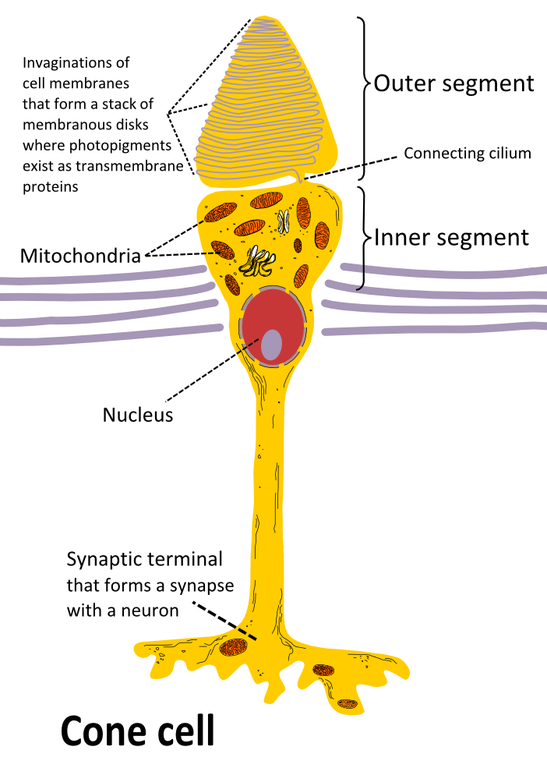
視錐細胞的結構

視錐細胞比視桿細胞短一些，但較寬且呈錐形，並且在視網膜的大部分區域中比視桿細胞少很多，但是在中央凹陷的位置中的數量大大超過了視桿細胞。在結構上，視錐細胞的一端呈圓錐形，有色素會過濾入射光，從而賦予它們不同的響應曲線。每個單獨的視錐細胞包含由載脂蛋白視蛋白（Opsin）組成的色素，該色素共價連接於11-順-氫化視黃醛或更罕見的11-順-脫氫視黃醛之上。視錐細胞通常長40–50 µm，直徑則從0.5到4.0 µm不等，緊密地聚集在中央凹處的眼中心。S-視錐細胞的間距比其他的視錐細胞稍大。光漂白可以確定視錐細胞的排列。這是將已適應黑暗的視網膜暴露於一定波長的光中，該特定波長的光就能夠對該特定波長敏感的特定視錐細胞麻痺長達三十分鐘，使其無法適應黑暗，從而使其與呈現灰色的位置形成對比。

## 另見
- 彩色視覺
- 四色視覺

## 外部連結
- Cell Centered Database – Cone cell （页面存档备份，存于）
- Webvision's Photoreceptors （页面存档备份，存于）
- NIF Search – Cone Cell （页面存档备份，存于） via the Neuroscience Information Framework
- Model and image of cone cell